# Erdélyi Napló
Erdélyi Napló este un ziar săptămânal de limbă maghiară din România. Apare la Cluj, și este distribuit regional în județele din Transilvania, respectiv în București. Este primul ziar de limbă maghiară din România care a apărut după revoluția din 1989, neavând precedent în perioada comunistă. 
Apare în fiecare miercuri. 